# Kypucze
Kypucze (ukr. Кипуче) – miasto na Ukrainie, w obwodzie ługańskim, w rejonie perewalskim.

## Historia
Miejscowość została założona w 1910 roku pod nazwą Kateryniwka (ukr. Катеринівка; ros. Екатериновка, Jekatierinowka).
W 1923 roku została przemianowana na osiedle im. Artema, na cześć rewolucjonisty Fiodora Siergiejewa ps. Artiom (ukr. Артем).
W 1938 roku miejscowość otrzymała status osiedla typu miejskiego i nazwę Artemiwśk.
W 1961 roku Artemiwśk otrzymał prawa miejskie.
W 1989 liczyło 11 594 mieszkańców.
W 2013 liczyło 7506 mieszkańców.
Od 2014 roku jest pod kontrolą t.zw. Ługańskiej Republiki Ludowej.
12 maja 2016 roku miasto otrzymało nazwę Kypucze.